# Timematidae
Timematidae zijn een familie van de wandelende takken (Phasmatodea). Ze hebben de kunst van de camouflage tot op grote hoogte gedreven en lijken sterk op al dan niet dorre takken, zodat ze voor hun natuurlijke vijanden moeilijk te ontdekken zijn. De soorten uit de onderorde Timematodea komen voor in het westen van Noord-Amerika.

## Taxonomie
De familie Timematidae omvat slechts een geslacht:
- Geslacht Timema - Scudder, 1895